# Ferdinand Schneider (Ingenieur)
Ferdinand Schneider (* 10. Oktober 1866 in Fulda; † 27. März 1955 ebenda) war ein deutscher Ingenieur, Physiker, Unternehmer und Erfinder.

## Leben
Ferdinand Schneider war der älteste Sohn von Luise Mollenhauer und Johannes Schneider. Nach seinem Realschulabschluss absolvierte er eine Lehre als Uhrmacher und anschließend seinen Militärdienst als Militärmusiker bei der Marine; er spielte Böhm-Flöte. Während des Ersten Weltkrieges erfand er für die Marine Wasserbomben und Minen.
Schneider demonstrierte am 23. März 1895 noch vor Guglielmo Marconi, der dafür (zusammen mit Karl Ferdinand Braun) 1909 den Nobelpreis bekam, die drahtlose Telegraphie in der "Harmonie" in Fulda; es fehlte Schneider jedoch am erforderlichen Kapital, seine Ideen kommerziell zu verwirklichen. Ihm wurden 117 deutsche und 64 ausländische Patente erteilt. Wegen Mittellosigkeit musste er Ehrendoktorwürden der Universitäten Jena und Zürich ablehnen. Er arbeitete teilweise eng mit Ferdinand Braun zusammen. Seine Idee einer „Weltuhr“, ein Vorläufer der heute bekannten Funkuhr, fand damals ein zwiespältiges Echo.
Nebenbei entwickelte er unter anderem Entfernungsmesser, Mikrofone, Projektoren, Motoren, Sprechmaschinen, Sicherheitsmanometer, Blitzableiter, Signalanlagen und Windkraftanlagen.
Die Idee mit Wind Strom zu erzeugen, kam Schneider bei seinem Besuch der Weltausstellung 1900 in Paris. Zu Hause machte er sofort ans Werk und betrieb mit einer Windturbine in der Brauhausstraße mittels Treibriemen einen Dynamo, der nun Strom, auch zum Speichern für eine 30-Volt-Anlage (Batterien) lieferte. Eine große Anzahl von Windturbinen baute Schneider in der Folge auf, die wohl bekannteste stand auf dem Kreuzberg, wo sie das Franziskanerkloster mit Strom versorgte. Seine "Windmühlen" verkaufte er sogar nach Holland.
Die Gebühren für seine vielen Patente stürzten ihn in eine finanzielle Krise, so dass sein Haus und seine Laboratorien zwangsversteigert wurden. Seine Vaterstadt, in der er 1944 der erste Kulturpreisträger geworden war, gewährte ihm einen Ehrensold.

## Würdigung
Landgräfin Anna von Hessen ernannte den "Fuldaer Edison" 1913 zu ihrem Hof-Elektrotechniker.
Im Jahre 2005 wurde beschlossen, eine Gedenktafel an seinem Geburtshaus in Fulda anzubringen. Da eine solche Tafel auch Mitte 2012 noch nicht angebracht war, wurde im Juni 2012 diesbezüglich ein erneuter Antrag in der Stadtverordnetenversammlung eingebracht. Seit Februar 2014 hängt die Tafel.
Das Vonderau Museum widmet ihm einen kleinen Bereich in der kulturgeschichtlichen Dauerausstellung. Die Ferdinand-Schneider-Straße im Gewerbepark Kohlhäuser Feld in Fulda ist nach ihm benannt.